# Казахстан на літніх Олімпійських іграх 1996
Казахстан брав участь в Літніх Олімпійських іграх 1996 року в Атланті (США) вперше за свою історію, і завоював три золоті, чотири срібні та чотири бронзові медалі. Збірну країни представляли 96 спортсменів, з них 24 — жінки.

## Золото
- Бокс, чоловіки — Василь Жиров.
- Греко-римська боротьба — Юрій Мельниченко.
- Сучасне п'ятиборство — Олександр Паригін.

## Срібло
- Бокс, чоловіки — Булат Жумаділов.
- Стрільба кульова, чоловіки — Сергій Бєляєв.
- Стрільба кульова, чоловіки — Сергій Бєляєв.
- Важка атлетика — Анатолій Храпатий.

## Бронза
- Бокс, чоловіки — Єрмахан Ібраїмов.
- Бокс, чоловіки — Болат Ніязимбетов.
- Боротьба (спорт), чоловіки — Мауле Мамиров.
- Стрільба кульова, чоловіки — Володимир Вохмянін.

## Склад олімпійської команди Казахстану

### Бокс
Спортсменів — 8
- До 81 кг. Василь Жиров Підсумок —  золота медаль.
- До 51 кг. Булат Жумаділов Підсумок —  срібна медаль.
- До 63,5 кг. Болат Ніязимбетов Підсумок —  бронзова медаль.
- До 71 кг. Єрмахан Ібраїмов Підсумок —  бронзова медаль.
- До 54 кг. Бектас Абубакиров
- До 57 кг. Бахтіяр Тилеганов
- До 67 кг. Нуржан Сманов
- Понад 91 кг. Михайло Юрченко